# Сулама, Абдулай
Абдулай Сулама Траоре (фр. Abdoulaye Soulama Traore; 29 ноября 1979, Уагадугу — 27 октября 2017, Буркина-Фасо) — буркинийский футболист, вратарь.

## Карьера

### Клубная карьера
Профессиональную карьеру начал в клубе «Фасо-Йенненга». В 2000 году перешёл в турецкий клуб «Денизлиспор», где за два сезона сыграл в 24 матчах чемпионата. Сезон 2002/03 провёл в алжирском клубе «КА Батна». С 2003 по 2006 года защищал цвета команды «АСФ Бобо-Диуласо». В 2006 году вернулся в «Фасо-Йенненга», где пробыл до 2007 года. Следующие семь сезонов своей карьеры провёл в ганском клубе «Асанте Котоко». С 2015 года защищал ворота команды «Хартс оф Оук».
Умер 27 октября 2017 года после продолжительной болезни.

### Выступление за сборную
Сулама дебютировал за национальную сборную Буркина-Фасо в 1997 году. Был участником пяти кубков африканских наций: домашнего 1998, 2000 в Гане/Нигерии, 2004 в Тунисе, 2013 в ЮАР и 2015 в Экваториальной Гвинеи. Всего за сборную Абдулай провёл 48 матчей.

## Достижения
- 5 июля 2008 года был номинантом на звание Вратаря года в Гане.